# شن گندمی
شن گندمی (نام علمی: Ammochloa) نام یک سرده از تیره گندمیان است.